# Xúp cà rốt

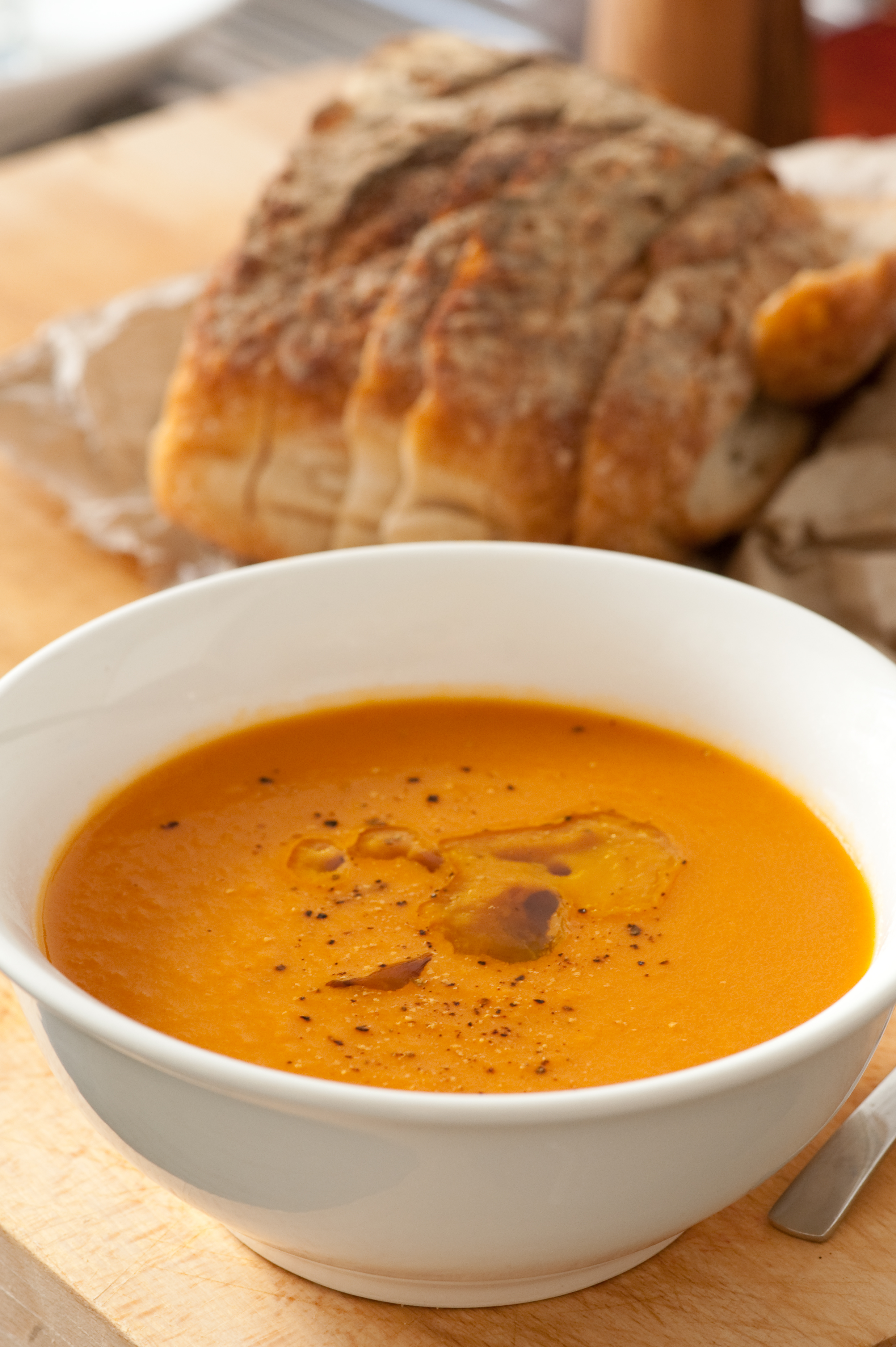
Xúp kem cà rốt với bánh mì

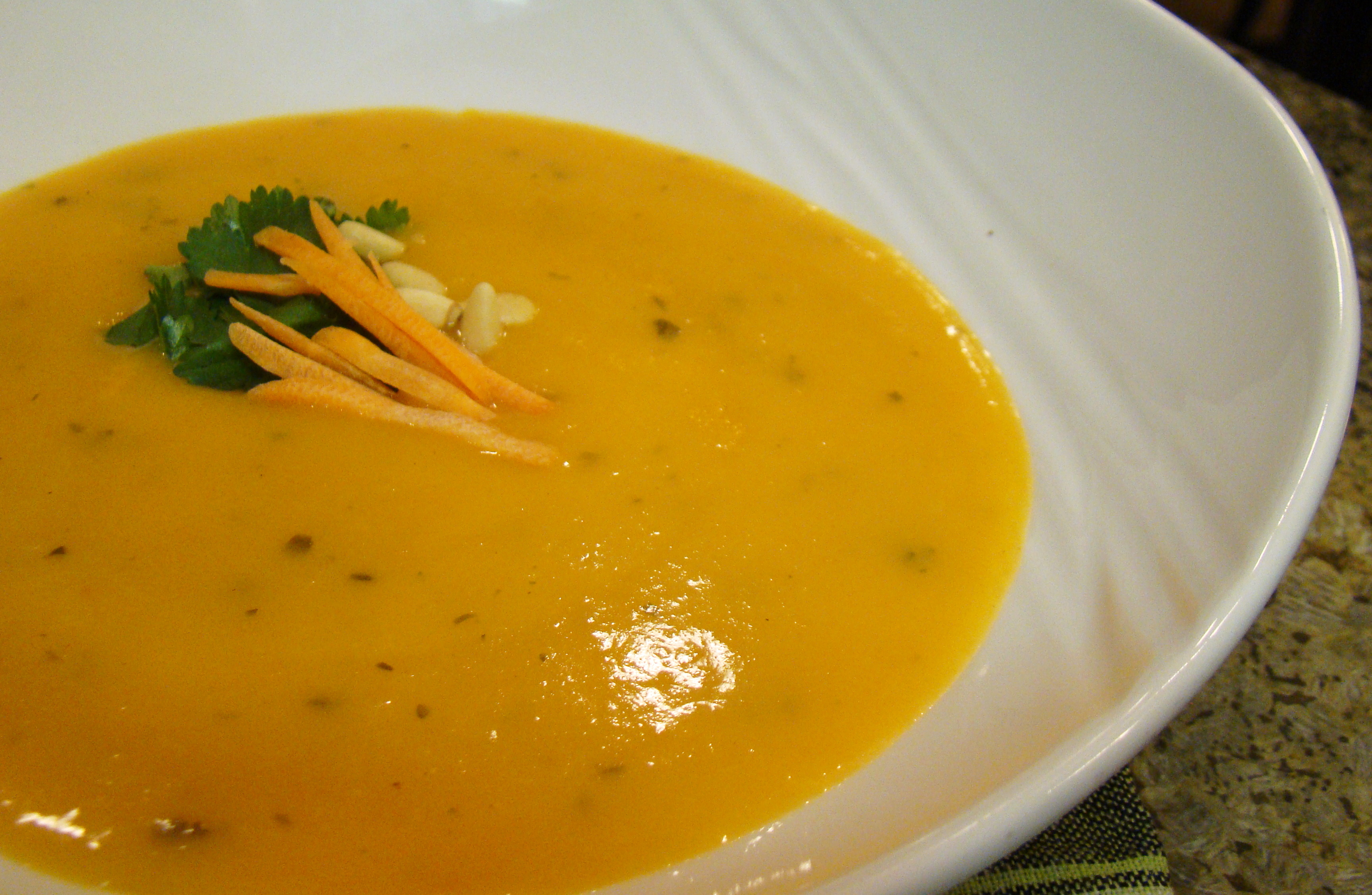
Xúp kem cà rốt

Xúp cà rốt (tiếng Pháp gọi là Potage de Crécy, Potage Crécy, Potage à la Crécy, Purée à la Crécy và Crème à la Crécy) là món xúp được chế biến từ thành phần chính là cà rốt. Món ăn được nấu ở dạng xúp kem (đặc sánh) hay xúp canh (nước dùng). Ngoài cà rốt, người nấu có thể cho thêm các loại rau, củ hay những nguyên liệu khác trong quá trình nấu. Xúp cà rốt được ăn nóng hoặc dùng lạnh, và hiện đã có một số công thức nấu món này. Đây được xem là món ăn "kinh điển" của nền ẩm thực Pháp.

## Tổng quan
Xúp cà rốt có thể được nấu theo hai kiểu: xúp dạng kem và xúp dạng canh. Nước lèo rau hoặc nước lèo gà được dùng làm nguyên liệu để nấu cả hai kiểu xúp trên. Khi chế biến ta có thể bổ sung các loại rau khác nhau, như rau ăn củ, hoặc thêm tỏi, hành tây, hẹ tây, khoai tây, cải củ turnip và những nông sản khác. Nước ép cà rốt và nước ép cam cũng được thêm vào nếu thích, và một số phiên bản món này lại sử dụng cà rốt xay nhuyễn. Sau khi nấu, người nấu có thể dùng rây để lọc lấy nước cốt. Trong quá trình sơ chế, cà rốt được gọt vỏ hoặc để nguyên vỏ, nếu dùng cà rốt gọi vỏ sẽ giúp tăng thêm độ sánh mịn của hỗn hợp ở phiên bản dùng nguyên liệu cà rốt xay nhuyễn. Xúp cà rốt xay nhuyễn sở hữu độ đặc đồng nhất, trong khi vẫn giữ được kết cấu mịn màng. Màu sắc món xúp thay đổi theo màu sắc của cà rốt nguyên liệu. Cà rốt non sẽ giúp món xúp ngọt hơn và mang màu cam sáng, trong khi củ già hơn, to hơn lại khiến vị xúp kém ngọt, màu chuyển vàng. Nếu dùng cà rốt già, vỏ có vết nứt, hoặc ruột củ bị xơ sẽ khiến món ăn kém ngon miệng.
Ngoài thành phần chính là cà rốt, có nhiều kiểu xúp sử dụng những thành phần phụ khác nhau. Một số thì cho thêm nước cốt dừa, nước dừa, kem dừa, bơ dừa hay cùi dừa. Một số phiên bản có gừng, hay thậm chí có cả cà ri. Lá cà rốt cũng có thể dùng làm nguyên liệu. Ngoài ra, người ta còn cho thêm lá bạc hà xắt nhỏ trong một số kiểu xúp. Món này được ăn nóng hoặc dùng lạnh. Khi nêm gia vị, ta có thể thêm muối và tiêu để tăng cường hương vị món ăn, và nếu thích thì cho thêm chút nhục đậu khấu. Đôi lúc người ta còn phủ thêm sữa chua, xốt sữa chua, kem Pháp, kem chua và những nguyên liệu khác.
Tại Anh, có một biến thể phổ biến hơn so với xúp cà rốt không là món xúp cà rốt kèm rau mùi, làm từ củ cà rốt thái sợi hoặc thái hạt lựu, thêm tỏi và hạt rau mùi.
Để trang trí khi bày biện, ta có thể thêm vỏ cam nạo, xem như vừa để trang trí vừa để ăn, tôn thêm vẻ đẹp thành phẩm. Cũng có thể dùng thêm thì là, lá cà rốt, cà rốt thái hạt lựu, thái sợi, thái nhuyễn, hành tăm, các loại rau thơm tươi sống, băm nhỏ, bánh mì chiên và bánh mì nướng cắt vuông để trang trí bổ sung. Xúp cà rốt có thể làm thành món chay, hoặc cũng có thể nấu mặn như xúp tôm hùm bisque.
Xúp cà rốt có khả năng chứa lượng muối nitrite đáng kể.

Xúp cà rốt
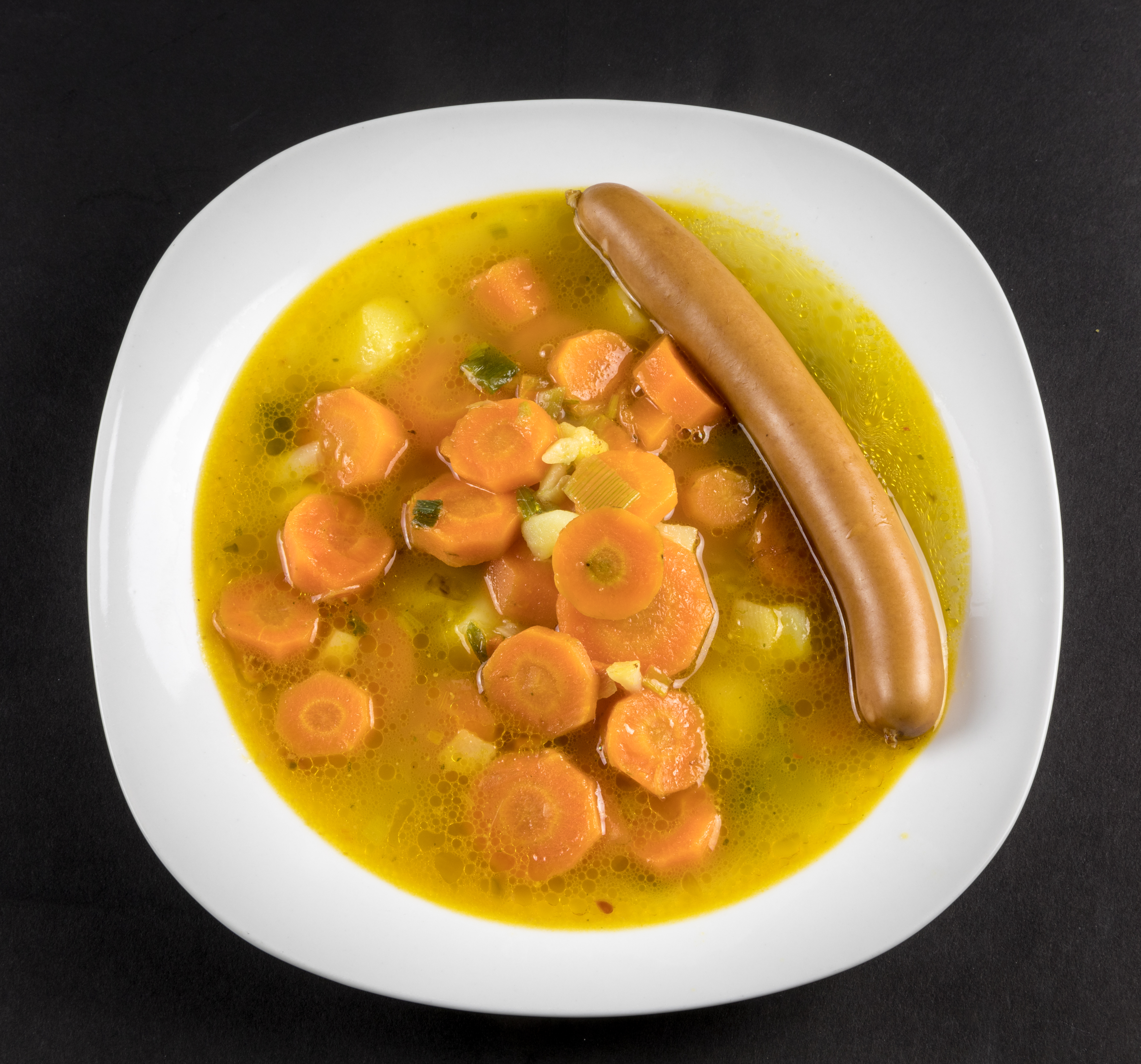
Xúp cà rốt-khoai tây với xúc xích Đức
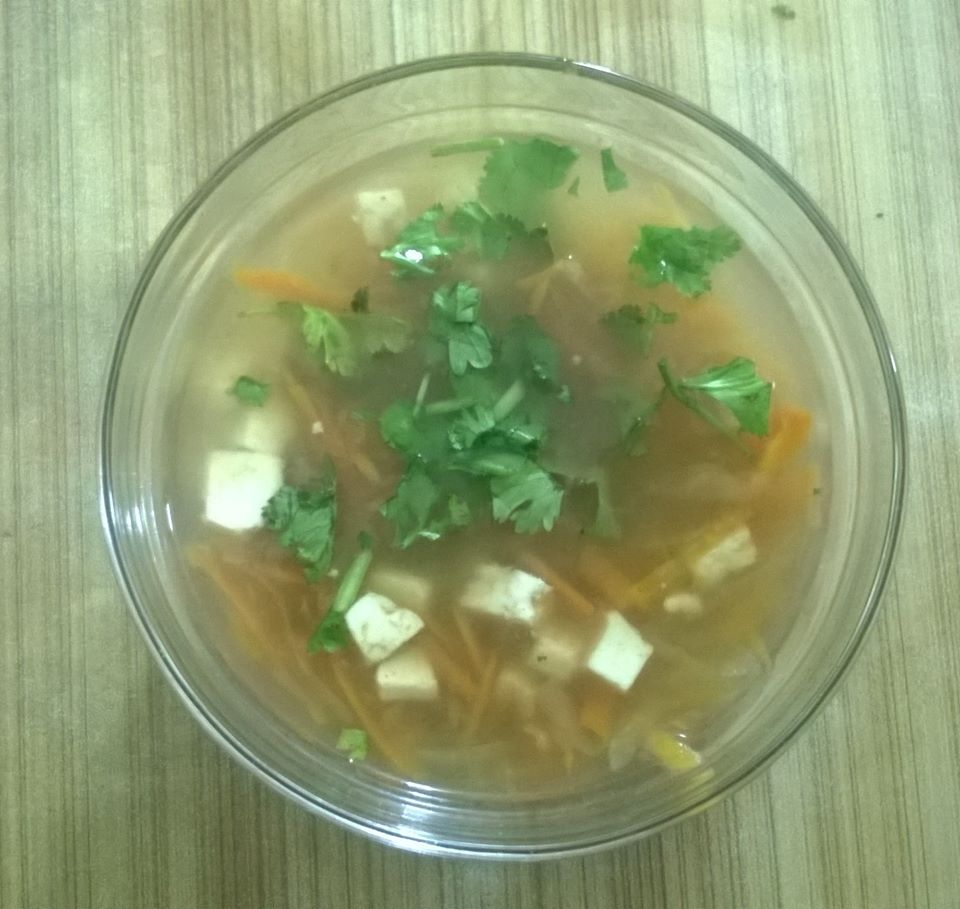
Xúp cà rốt-đu đủ kiểu canh lỏng chế biến từ cà rốt thái sợi
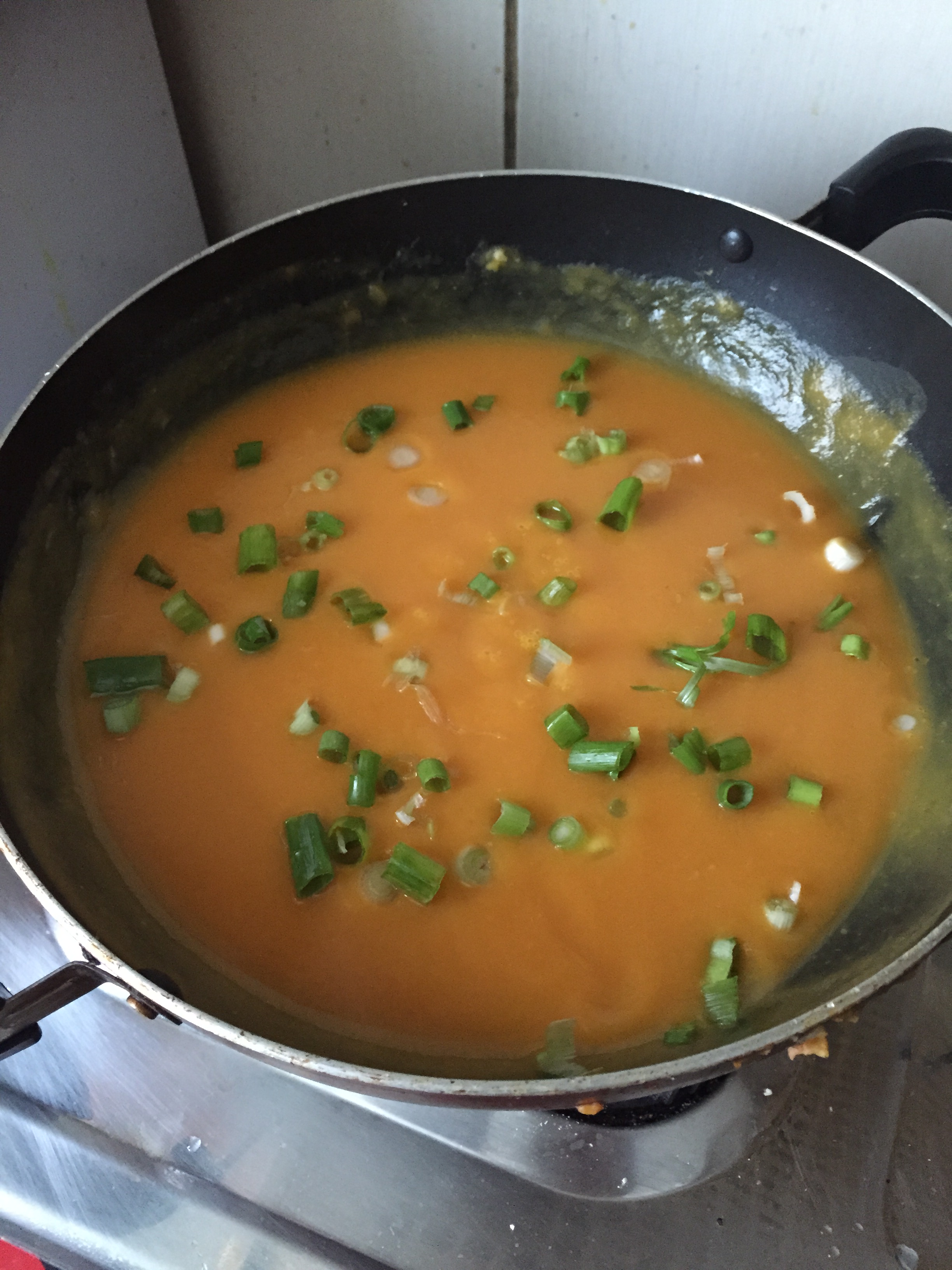
Xúp cà rốt-gừng
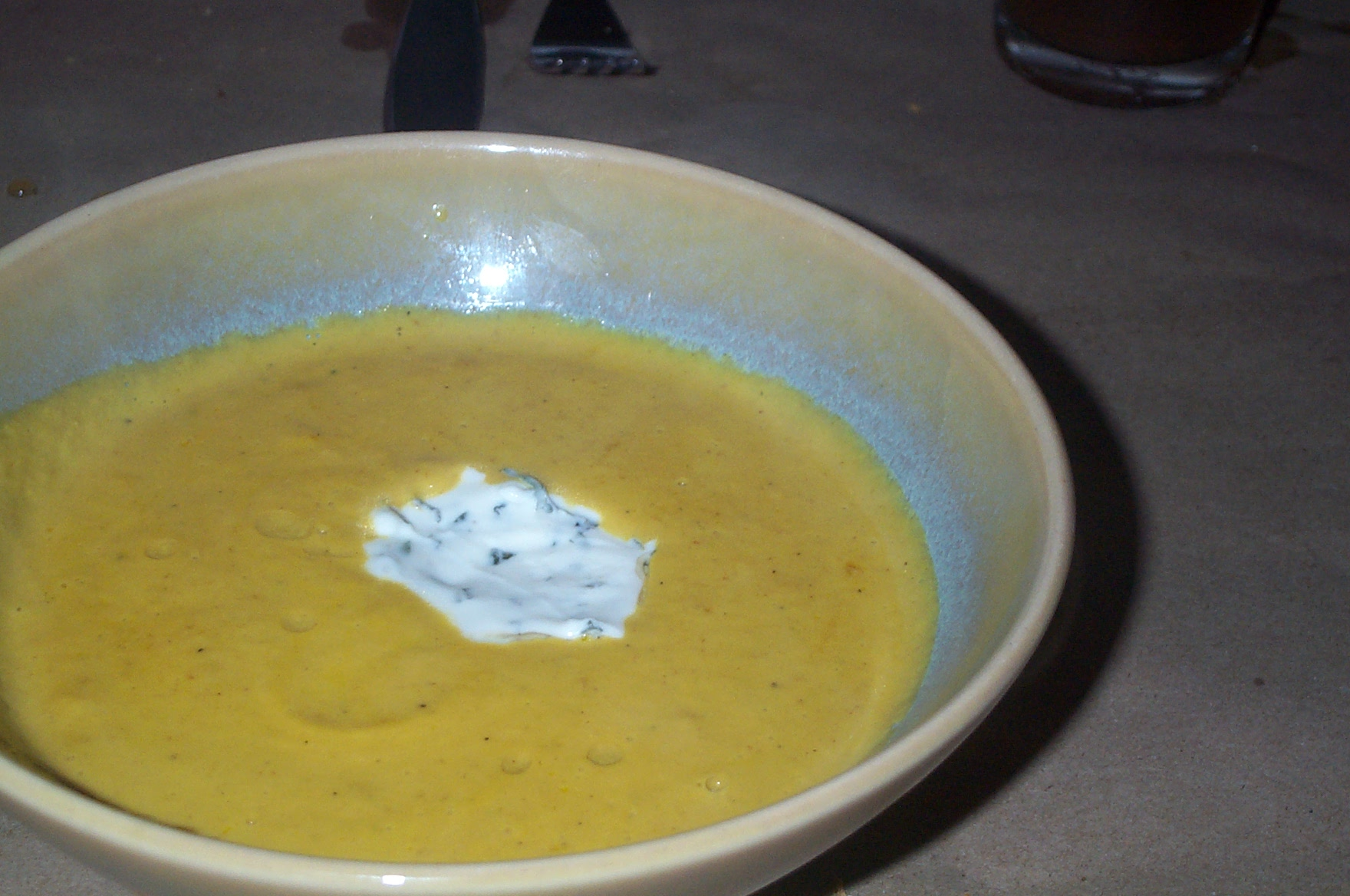
Xúp cà rốt với sữa chua Hy Lạp
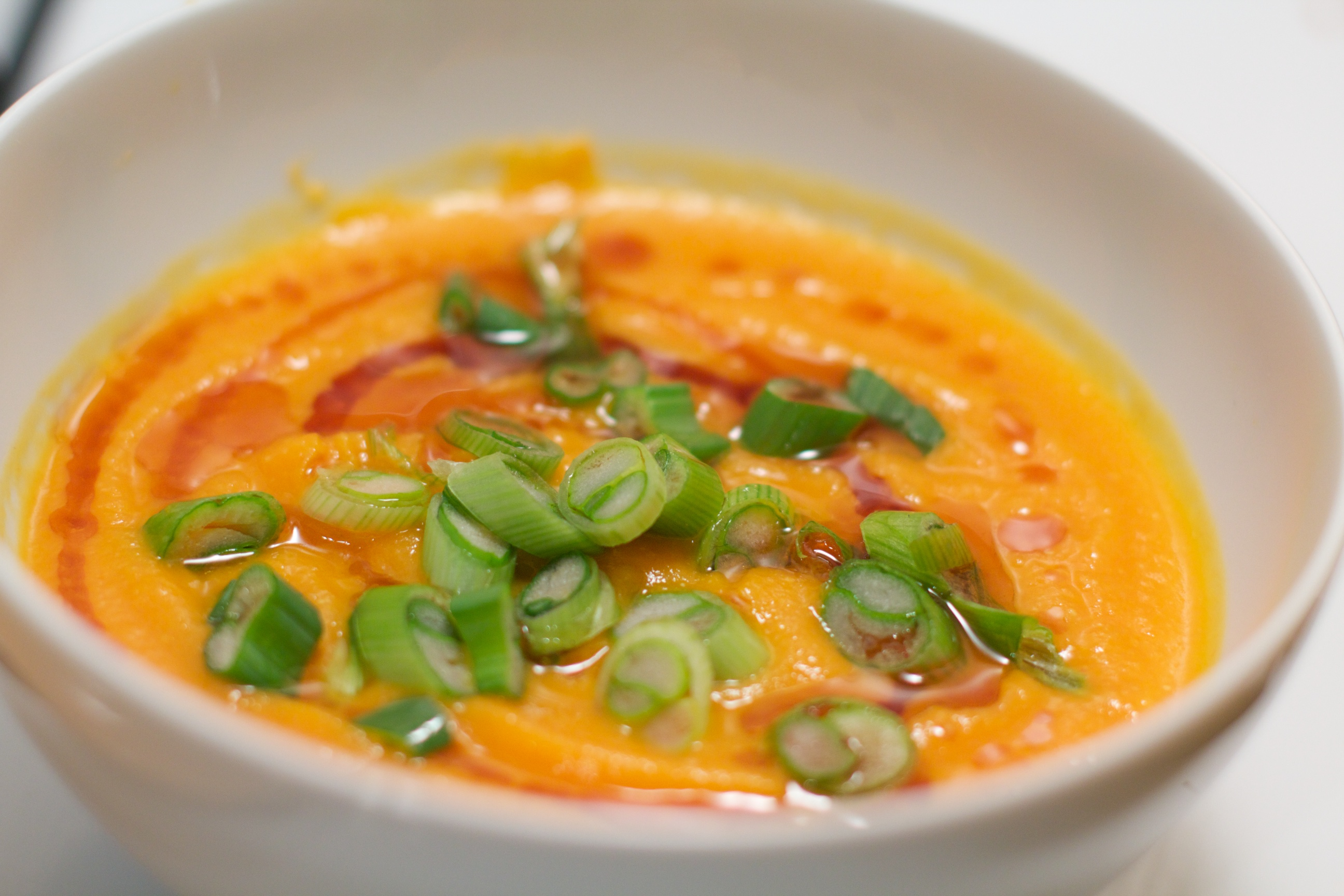
Xúp cà rốt-gừng được trang trí với hành lá và dầu mè
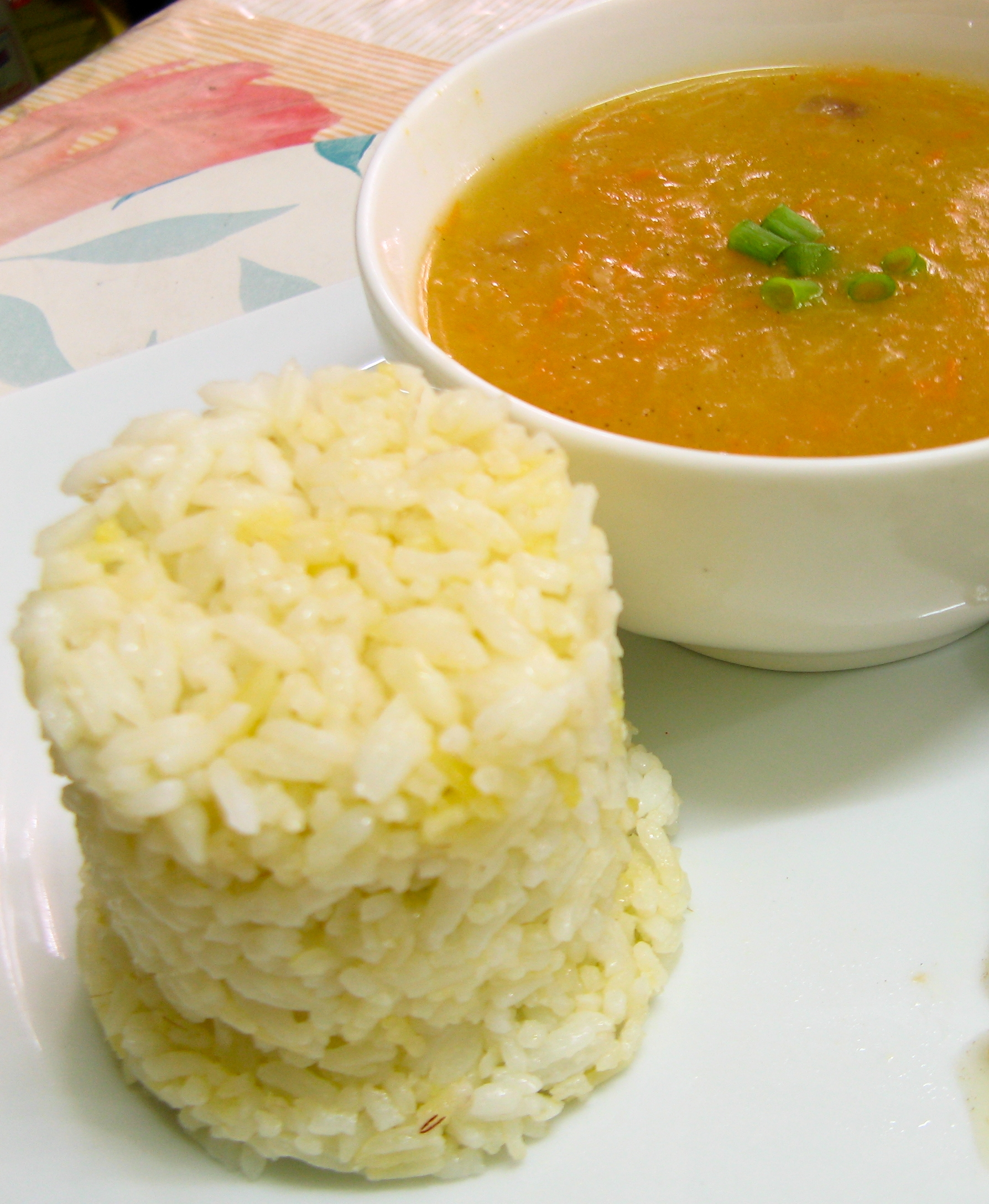
Xúp cà rốt-khoai tây ăn với cơm

## Trong ẩm thực Pháp

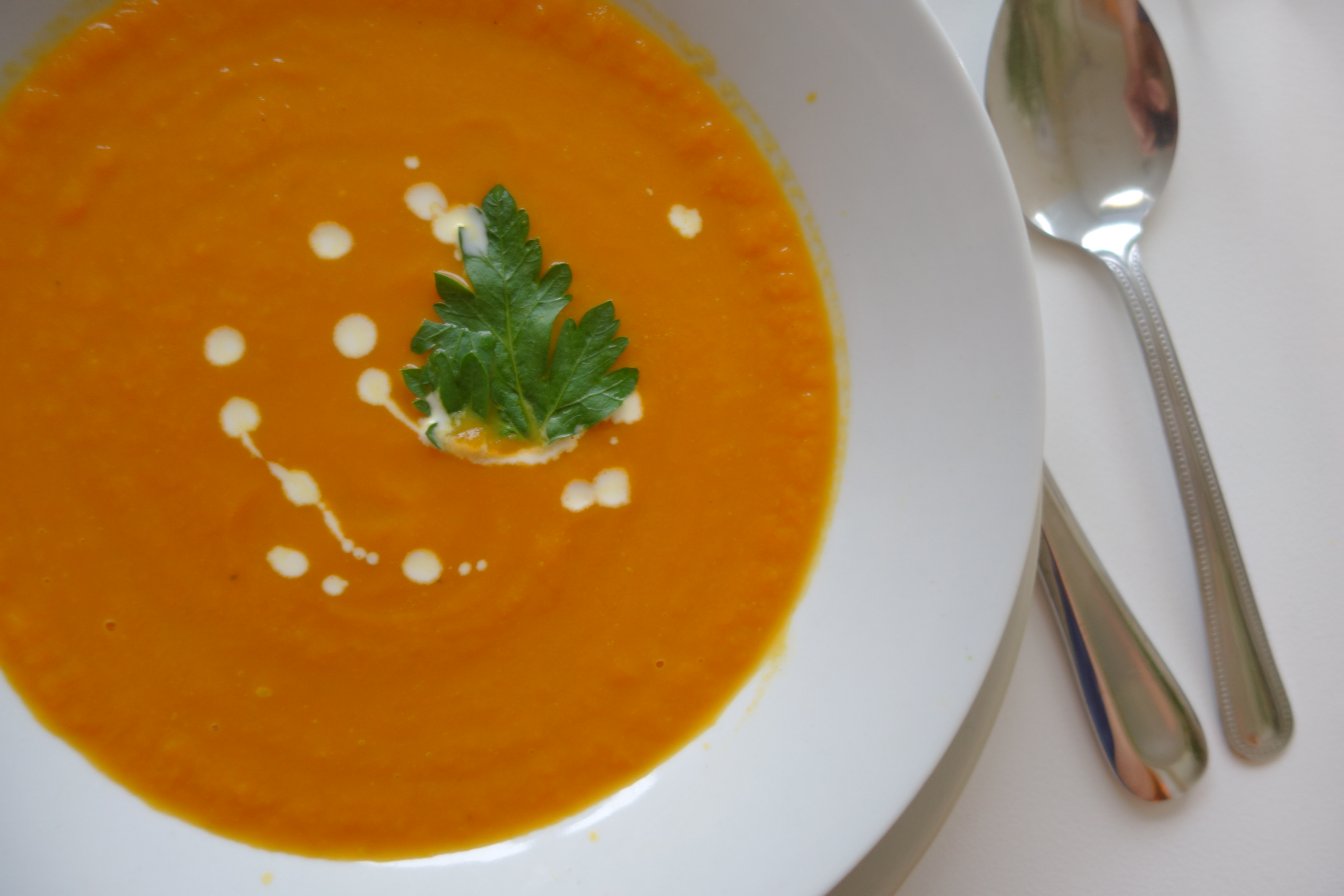
Xúp Potage Crécy

Xúp cà rốt (Potage de Crécy, Potage Crécy, v.v.) là một món ăn trong ẩm thực Pháp, được ca ngợi là món ăn "kinh điển" và "nổi tiếng" của nền ẩm thực nước nhà. Potage là một nhóm gồm các loại xúp có độ đặc cao. Cái tên Potage Crécy (tên gọi xúp cà rốt trong tiếng Pháp) bắt nguồn từ địa danh Crécy-en-Ponthieu, một xã ở miền Bắc nước Pháp, nơi làm ra củ cà rốt sở hữu hương vị tuyệt nhất cả nước.
Trong ẩm thực Pháp, người ta hay cho cơm vào xúp Crécy, dùng làm món phụ trong bữa ăn. Cơm là nguyên liệu giúp tăng độ đặc món xúp, ngoài ra người ta cũng dùng đại mạch với mục đích tương tự.

## Lịch sử
Dù cà rốt màu cam vị ngọt hiện đại không được xem là một trong những nguyên liệu ẩm thực quan trọng đến thế kỷ 16, nhưng ở Vùng đất thấp (gồm Hà Lan, Bỉ, Luxembourg và phía Bắc nước Pháp ngày nay), chúng đã hiện diện với tư cách là nguyên liệu của nền ẩm thực bản địa truyền thống, và từng góp mặt trong một phong tục của người Anh khi họ ăn xúp Crécy nhằm ngày 26 tháng 8 hàng năm để kỷ niệm chiến thắng trận Crécy, diễn ra ở Crécy, miền Bắc nước Pháp năm 1346.
Từ năm 1901 đến năm 1910, Vua Edward VII, Quốc vương Vương quốc Anh đã thưởng xúp Crécy mỗi năm vào ngày kỷ niệm trận chiến, để bày tỏ lòng tôn kính tổ tiên là hiệp sĩ Edward, Hắc vương tử, lãnh đạo chỉ huy trận chiến. Có giả thuyết cho rằng món xúp được thiết đãi cho những người lính Anh chiến thắng sau khi cuộc chiến kết thúc, sử dụng nguyên liệu cà rốt từ vùng Crécy.
Năm 1908, bác sĩ nhi khoa người Áo Ernst Moro đã phát minh phiên bản xúp cà rốt lấy chính tên ông, "Xúp cà rốt Giáo sư Moro", được minh chứng là có hiệu quả trong điều trị bệnh tiêu chảy do vi khuẩn kháng kháng sinh. Cụ thể hơn, khi chế biến món xúp theo công thức của Moro sẽ tạo điều kiện sản sinh các oligogalacturonide (sản phẩm từ quá trình phân giải pectin thực vật), loại phân tử tương tự các thụ thể trên biểu mô ruột. Những phân tử này có thể liên kết và giữ lại các mầm bệnh, ngăn chúng bám lên thành ruột, mang lại lợi ích cho bệnh nhân tiêu chảy.